# بیل کمپ
بیل کَمپ (انگلیسی: Bill Camp) هنرپیشه اهل ایالات متحده آمریکا است.
از فیلم‌ها یا برنامه‌های تلویزیونی که وی در آن نقش داشته‌است می‌توان به آن شب لینکلن، بی‌قانون، دشمنان ملت، فریب، برگشتن بخت، بردمن، عشق و بخشش، آلوها، عشاء ربانی سیاه، پوست، تنها پسر زنده در نیویورک، پسر بومی، سرزمین عادات ثابت و جیسون بورن اشاره کرد.
وی در مینی‌سریال نتفلیکس تحت عنوان گامبی وزیر (۲۰۲۰) در نقش آقای شایبل، سرایدار دختران «خانه متوهن» که به بث نحوه بازی شطرنج را آموزش داد، ایفای نقش نموده‌است.

## حرفه بازیگری

### تئاتر
کمپ در ابتدا به‌طور عمده در تئاتر فعال بود، اما هم در فیلم و هم در تلویزیون نقش شخصیت‌هایی را بر عهده گرفته‌است. در سال ۲۰۰۲، او بازیگری را رها کرد و حرفه خود را به‌طور موقت (به عنوان یک آشپز و مکانیک) تغییر داد، فقط دو سال بعد به فیلم تونی کوشنر خانه نشین/کابل بازگشت که برای آن برنده جایزه اوبی (جوایز تئاتر خارج از برادوی) شد.